# مانیومنت (پنسیلوانیا)
مانیومنت (به انگلیسی: Monument) یک منطقهٔ مسکونی در ایالات متحده آمریکا است که در شهرستان سنتر، پنسیلوانیا واقع شده‌است. مانیومنت ۰٫۲۳ کیلومتر مربع مساحت و ۱۵۰ نفر جمعیت دارد و ۲۳۱٫۳۵ متر بالاتر از سطح دریا واقع شده‌است.